# Mrsool Park
El Estadio de la Universidad Rey Saúd (en árabe: ملعب جامعة الملك سعود, Al-Awwal Park) es un estadio multiusos ubicado en la ciudad de Riad, capital de Arabia Saudita, el estadio está ubicado al interior del campus de la Universidad Rey Saúd. En septiembre de 2020, Saudi Media Company ganó los derechos de gestión para operar el estadio y cambio el nombre del mismo, el 26 de octubre de 2020, SMC firmó un acuerdo con Al Nassr FC de la Liga Profesional Saudí para que el estadio se convierta en su hogar.
Originalmente el estadio fue utilizado por el club Al-Hilal Saudi Football Club para ser utilizado en la Liga Premier Saudí y en la Liga de Campeones de Asia.
El 12 de octubre de 2018, el estadio albergó su primer partido amistoso a nivel de selecciones, entre el local Arabia Saudita y la Selección de Brasil, con victoria de la visita por 0-2, con goles de Gabriel Jesus y Alex Sandro.
El 22 de diciembre de 2019, tuvo lugar en el estadio la Supercopa de Italia 2019 entre Lazio y la Juventus de Turín, con triunfo del primero por 3-1.
Entre el 9 y el 14 de enero de 2024, tuvo lugar en el estadio la Supercopa de España 2024, y entre el 18 y 22 de enero del mismo año, tuvo lugar la Supercopa de Italia 2023. 
El 2 y 3 de enero de 2025 se jugaron también en este estadio las semifinales de la Supercopa de Italia 2024.  

## Historia
Las obras de construcción del campus de la Universidad Rey Saud en el oeste de Riad comenzaron en la primavera de 2011 y la inauguración tuvo lugar en mayo de 2015. Las obras de construcción se encargaron a Hashem Contracting Company, basándose en los diseños de Michael KC Cheah y su esposa Steph, ampliando su cartera arquitectónica de estadios de fútbol con sede en Arabia Saudita.
La empresa contratista Hashem entregó el estadio siguiendo las especificaciones (y las normas de la FIFA para partidos internacionales) con un presupuesto de 215 millones de riyales (57 millones de dólares). El estadio puede parecer marrón tierra o dorado según la luz solar, debido a su revestimiento exterior perforado y metálico. El Parque Mrsool se renovó a finales de 2020 y continuará en el futuro para transformarlo en un destino juvenil y familiar con zonas para aficionados y áreas de entretenimiento para el disfrute de todos.
En 2020, el estadio pasó por una operación de cambio de marca y pasó a llamarse Mrsool Park en noviembre de 2020, tras la firma con la empresa de reparto Mrsool.
En 2021, el estadio albergó la Copa Maradona entre Boca Juniors y el FC Barcelona en homenaje a Diego Maradona, fallecido el año anterior.

En abril de 2023, el estadio pasó a llamarse Al-Awwal Park después de que el Saudi Awwal Bank firmara un acuerdo de patrocinio de 15 millones de dólares para los próximos tres años.

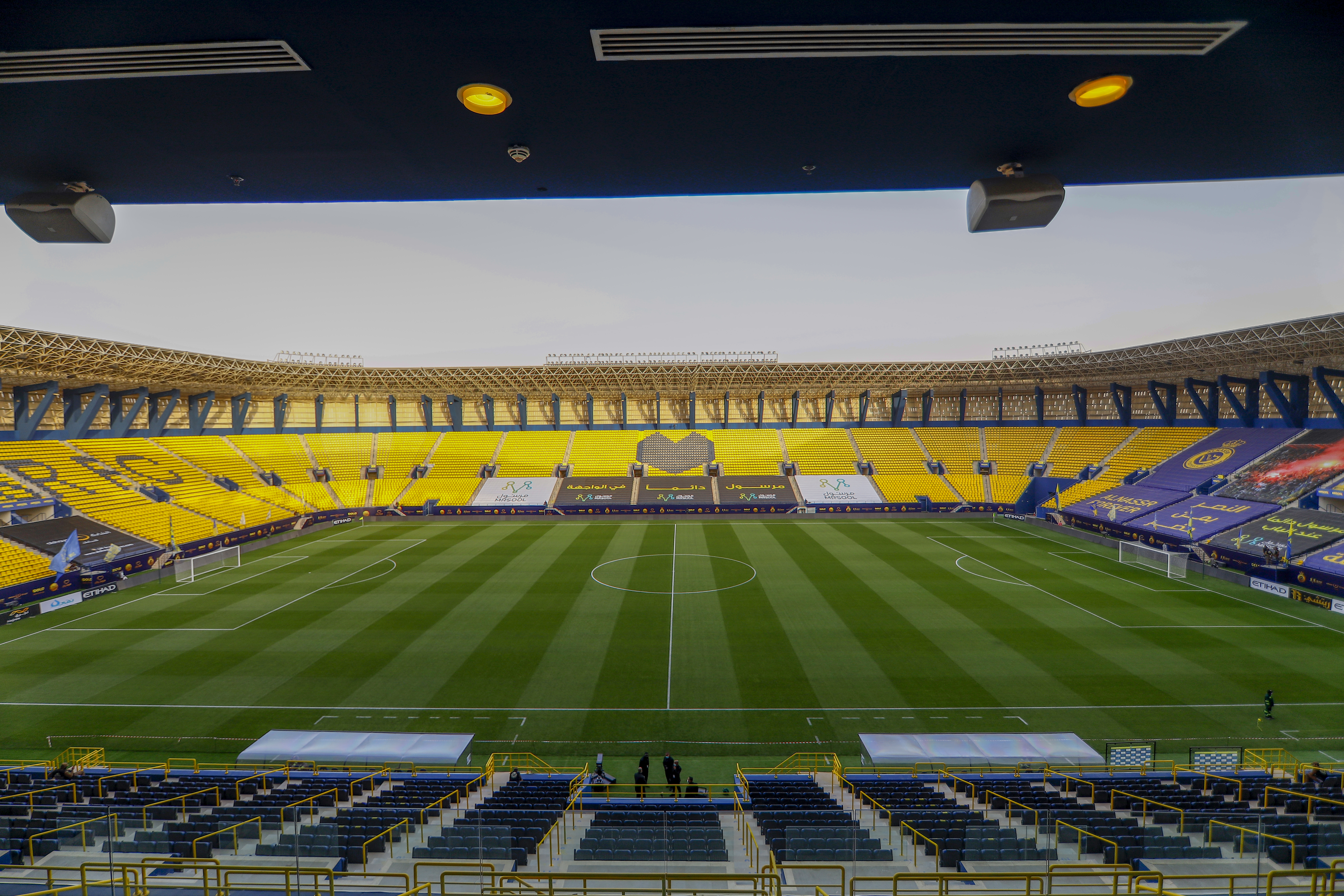
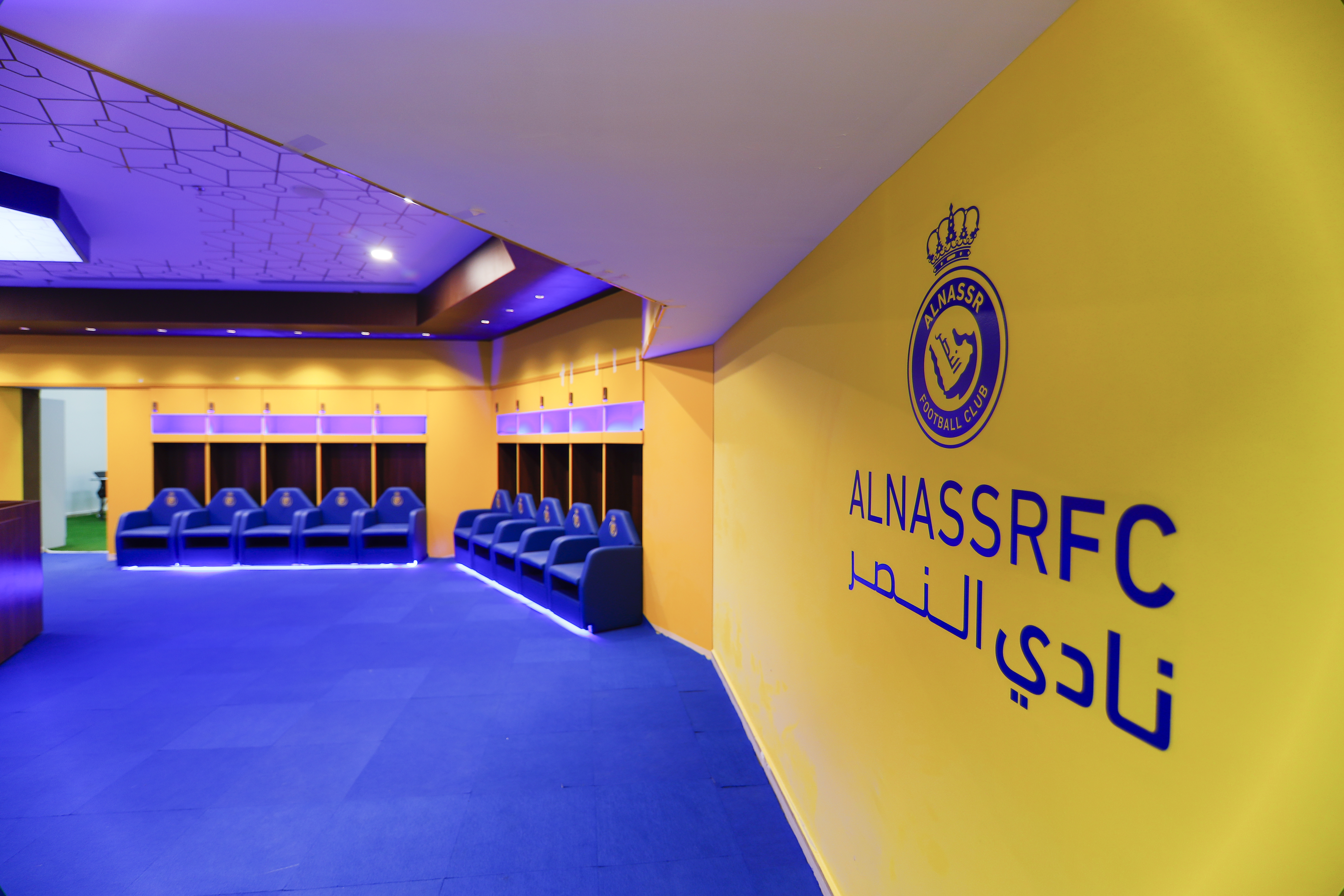